# Choe Kang Il
Choe Kang Il (* 17. September 1959 in Pjöngjang) ist ein nordkoreanischer Diplomat.

## Werdegang

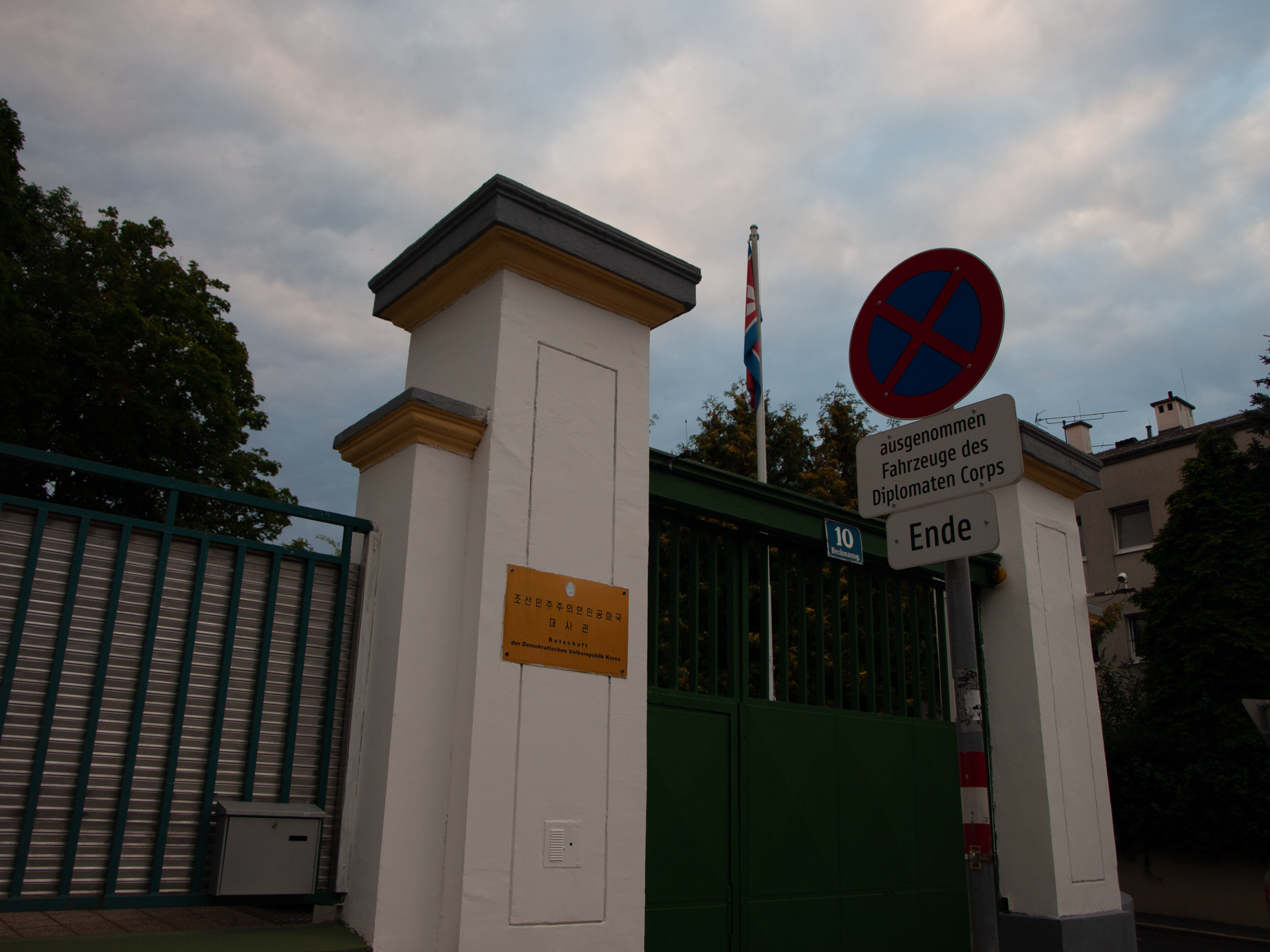
Nordkoreanische Botschaft in Wien

Choe Kang Il diente von 1976 bis 1980 in der Koreanischen Volksarmee. Von 1980 bis 1984 studierte er an der Pyongyang University of Foreign Studies. Anschließend arbeitete er als wissenschaftlicher Mitarbeiter am Institut für Abrüstung und Frieden des Außenministeriums von Nordkorea. 1998 ging er als Attaché an die Nordkoreanische Botschaft in Kathmandu. Von 2001 bis 2004 war er leitender Forscher am Institut für Abrüstung und Frieden im nordkoreanischen Außenministerium. Von 2004 bis 2011 war er Sektionschef der Abteilung für Nordamerika im Außenministerium. Von 2011 bis 2015 war er Ständiger Vertreter der Demokratische Volksrepublik Korea bei den Vereinten Nationen und anderen internationalen Organisationen in Wien. Von 2015 bis 2019 war er stellvertretender Generaldirektor der Abteilung für nordamerikanische Angelegenheiten im Außenministerium in Pjöngjang. So war er etwa maßgeblich in die Vorbereitungen der Gipfeltreffen in Singapur 2018 und Hanoi 2019 zwischen US-Präsident Donald Trump und dem nordkoreanischen Staatsoberhaupt Kim Jong-un involviert. Außerdem war er Teil der politischen Delegation Nordkoreas bei den Olympischen Winterspielen 2018 in Pyeongchang (Südkorea). Seit 30. Juni 2020 ist Choe Kang Il nordkoreanischer Botschafter in Österreich.

## Privates
Choe Kang Il ist verheiratet und hat zwei Söhne. Er spricht Koreanisch und Englisch.